# Lys (Pyrénées-Atlantiques)
Lys (okzitanisch Lo Lis) ist eine französische Gemeinde mit 322 Einwohnern (Stand 1. Januar 2022) im Département Pyrénées-Atlantiques in der Region Nouvelle-Aquitaine (vor 2016: Aquitanien). Die Gemeinde gehört zum Arrondissement Oloron-Sainte-Marie und zum Kanton Oloron-Sainte-Marie-2.
Der Name entstammt dem gascognischen Wort lis und bedeutet „flaches Gelände“. Die Bewohner werden Lysois und Lysoises genannt.

## Geographie
Lys liegt ca. 30 km südöstlich von Oloron-Sainte-Marie in der historischen Provinz Béarn.
Umgeben wird der Ort von den Nachbargemeinden:
|                   | Haut-de-Bosdarros                           |                       |
| Sévignacq-Meyracq | Kompassrose, die auf Nachbargemeinden zeigt | Bruges-Capbis-Mifaget |
| Sainte-Colome     | Louvie-Juzon                                |                       |

Lys liegt im Einzugsgebiet des Flusses Adour.
Der Luz, ein Nebenfluss des Gave de Pau, strömt zusammen mit seinen Nebenflüssen,
- dem Luz de Casalis und
- dem Gest mit seinem Zufluss,
  - dem Ruisseau de Herran,

durch das Gebiet der Gemeinde.
Ebenso bewässert der Landistou, ein Nebenfluss des Béez, das Gemeindegebiet zusammen mit seinen Zuflüssen
- Ruisseau de Lespereu,
- Ruisseau de Betbeder,
- Ruisseau du Chourrup,
- Ruisseau de Bonnasserre und
- Ruisseau de Lazerau.

Lys wird außerdem vom gleichnamigen Landistou sowie vom Ruisseau de la Fontaine de Mesplé und seinem Zufluss, dem Ruisseau de Subercase, durchquert.

## Geschichte
Lys war lange Zeit ein Weiler der Gemeinde Sainte-Colome. In den Schriften erschien Lys 1727 in der Form Lis-Sainte-Colomme. Auf der Karte von Cassini 1750 ist der Weiler in der Form Lys eingetragen. Am 2. Januar 1859 wurde Lys eine eigenständige Gemeinde.

### Einwohnerentwicklung
Nach Höchstständen der Einwohnerzahl von über 1000 nach der Gründung der Gemeinde reduzierte sich die Zahl bei kurzen Erholungsphasen bis zur Jahrtausendwende auf ein Niveau von rund 350 Einwohnern, welches bis heute gehalten wird. Ein besonders markanter Rückgang ist hierbei in der Zeit mach dem Ersten Weltkrieg zu erkennen.
| Jahr      | 1962 | 1968 | 1975 | 1982 | 1990 | 1999 | 2006 | 2009 | 2022 |
| --------- | ---- | ---- | ---- | ---- | ---- | ---- | ---- | ---- | ---- |
| Einwohner | 518  | 450  | 430  | 412  | 376  | 348  | 353  | 356  | 322  |

## Sehenswürdigkeiten
- Pfarrkirche, gewidmet Mariä Himmelfahrt. Ein erster Neubau fand am Ende des 18. oder zu Beginn des 19. Jahrhunderts statt. Nach dem Scheitern eines Projekts eines erneuten Wiederaufbaus im Jahre 1874, wurde 1902 das Projekt der Architekten Pierre Gabarret und Jules Noutary genehmigt. Es sah einen Neubau an derselben Stelle der früheren Kirche mit einer südlichen Hauptfassade unter Wiederverwendung der Materialien des alten Gebäudes vor. Die Arbeiten wurden zwischen 1904 und 1906 ausgeführt. Die neue Kirche besitzt ein dreischiffiges Langhaus mit vier Jochen. Die Seitenschiffe sind durch Rundbogenarkaden abgetrennt. Der Glockenturm über dem Eingangs besitzt einen mit Schiefer gedeckten Helm. Die Glasfenster mit Figurendarstellungen werden den Glasmalern Louis-Victor Gesta aus Toulouse oder Gustave Pierre Dagrant aus Bordeaux zugeschrieben.[10][11]

## Wirtschaft und Infrastruktur

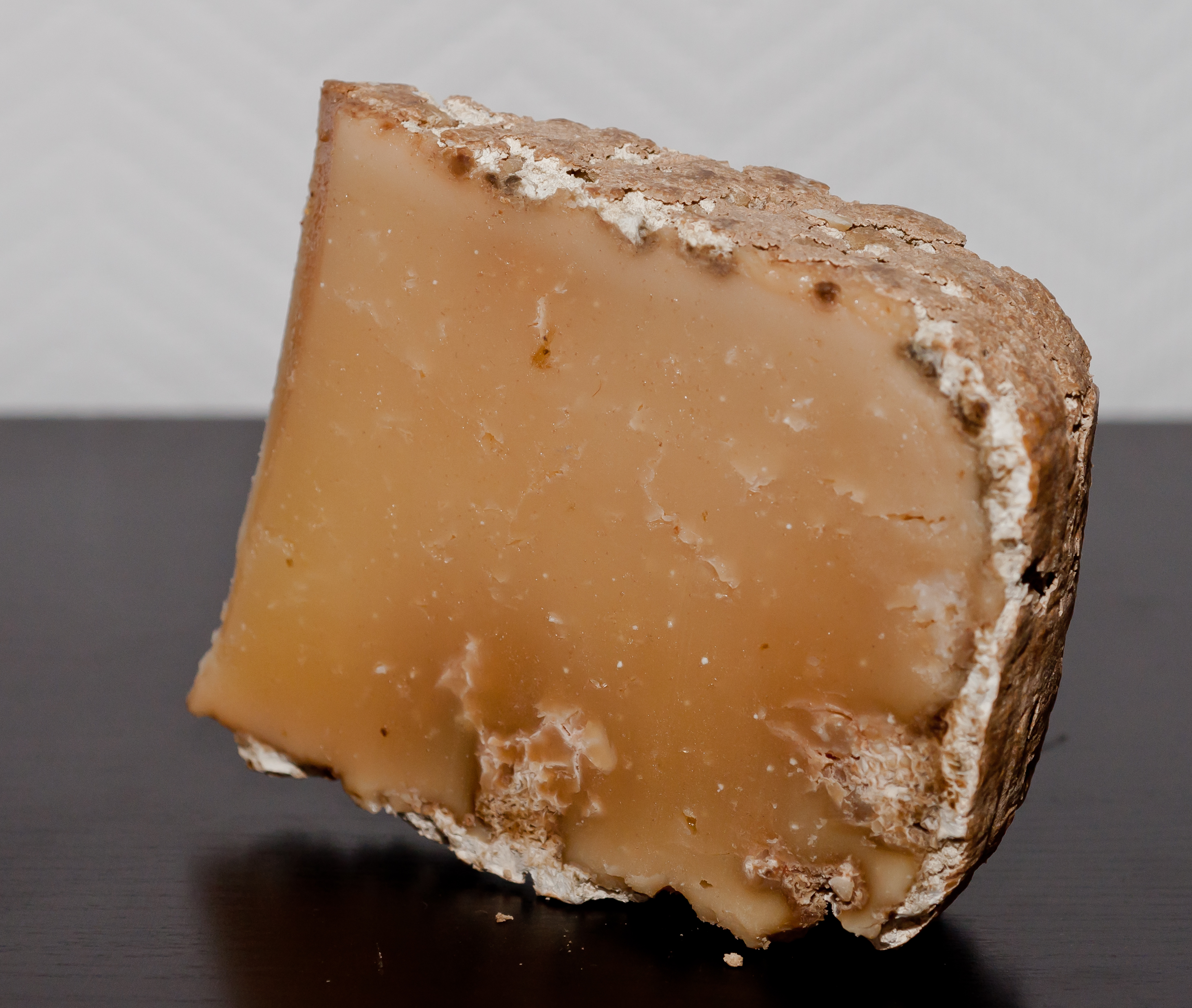
Ossau-Iraty très affiné

Die Landwirtschaft ist traditionell einer der wichtigsten Wirtschaftsfaktoren der Gemeinde. Lys liegt in der Zone AOC des Ossau-Iraty, eines traditionell hergestellten Schnittkäses aus Schafmilch.

### Bildung
Lys verfügt über die private Grundschule „Calandreta deu Lis“ mit 24 Schülerinnen und Schülern im Schuljahr 2017/2018.

Logo des Jakobswegs

### Sport und Freizeit
- Der Fernwanderweg GR 78 von Carcassonne nach Saint-Jean-Pied-de-Port führt an der südlichen Gemeindegrenze entlang. Er folgt einem Nebenweg des Jakobswegs nach Santiago de Compostela.[15]

- Ein Rundweg von 4,4 km Länge mit einem Höhenunterschied von 120 m führt vom Zentrum der Gemeinde in die umliegenden Hügel.[16]

## Persönlichkeiten
- Hubert Arbès (* 1950), Radrennfahrer